# Lhommaizé
Lhommaizé – miejscowość i gmina we Francji, w regionie Nowa Akwitania, w departamencie Vienne.
Według danych na rok 1990 gminę zamieszkiwało 686 osób, a gęstość zaludnienia wynosiła 22 osób/km² (wśród 1467 gmin regionu Poitou-Charentes Lhommaizé plasuje się na 442. miejscu pod względem liczby ludności, natomiast pod względem powierzchni na miejscu 152.).